# Mount Lawrence
Mount Lawrence är ett berg i Antarktis. Det ligger i Östantarktis. Australien gör anspråk på området. Toppen på Mount Lawrence är 1 196 meter över havet.
Terrängen runt Mount Lawrence är platt åt sydost, men åt nordväst är den kuperad. Trakten är obefolkad. Det finns inga samhällen i närheten.